# Solid Base
Solid Base est un groupe d'eurodance suédois dont le premier single est sorti en 1994.

## Membres
- Isabelle Heitmann
- Thomas Nordin

## Discographie

### Singles
- 1994 : Together
- 1994 : In Your Dreams
- 1994 : Dance To The Beat
- 1995 : Mirror, Mirror
- 1995 : Stars in the Night
- 1996 : You Never Know
- 1996 : Let It All Be Sunshine
- 1997 : All My Life
- 1997 : Fly To Be Free
- 1998 : Come'n Get Me
- 1998 : Sunny Holiday
- 1999 : Ticket To Fly
- 1999 : One You Pop (You Can't Stop)
- 1999 : This Is How We Do It
- 2000 : Push It
- 2000 : Sha La Long
- 2000 : Come On Everybody
- 2001 : I Like It

### Albums
- 1996 : Finally
- 1998 : The Take Off
- 1999 : Express
- 2001 : Party Totale
- 2002 : In Action
- 2002 : Greatest Hits
- 2004 : Greatest Hits